# Primera División de Venezuela 2012-13
La temporada 2012-13 de la Primera División de Venezuela (conocida en el torneo Apertura como Copa Movilnet y en el torneo Clausura como Copa DirecTV, por motivos de patrocinio) fue la 57.ª edición de la Primera División de Venezuela desde su creación en 1957. El torneo lo organizó la Federación Venezolana de Fútbol (FVF). El Deportivo Lara es el campeón defensor, después de haber ganado su primer título en la temporada anterior.
Un total de 18 equipos participaron en la competición, incluyendo 16 equipos de la temporada anterior y 2 que ascendieron de la Segunda División A Venezolana 2011-12. Los dos últimos equipos posicionados en la tabla acumulada descendieron a la Segunda División de Venezuela.

## Aspectos generales

### Modalidad
El campeonato de Primera División constará de dos Torneos: Apertura y Clausura y una Fase Final. Los Torneos de Apertura 2012 y Clausura 2013 de Primera División se jugarán en un solo grupo de 18 equipos, todos contra todos a una vuelta cada uno, con tabla de clasificación independiente.
En el Apertura 2012 se disputarán 17 jornadas en partidos considerados de ida. En el Clausura 2013 se disputarán 17 jornadas en partidos considerados de vuelta. Si en el Apertura 2012 y Clausura 2013 existe el mismo ganador, se le declarará automáticamente campeón de la Primera División de Venezuela y el subcampeón resultaría quién consiga la segunda posición de una Tabla Acumulada elaborada con la suma de los puntos obtenidos en ambos torneos.
La Serie de Campeones, es disputada por el campeón de los torneos Apertura y Clausura en juegos de ida y vuelta, que determinará el campeón de la Primera División.
En la Serie Pre-Sudamericana se disputarán el tercer y cuarto cupo de la Copa Sudamericana. Dicha serie estará integrada por los ocho equipos mejor clasificados en la Tabla Acumulada que no opten a jugar la Copa Libertadores o hayan obtenido el primer y segundo cupo de la Copa Sudamericana.

### Clasificación a torneos continentales
La clasificación a las distintas Copas Internacionales será de la siguiente manera:
| Venezuela 1 | Campeón Torneo Apertura      |
| Venezuela 2 | Campeón Torneo Clausura      |
| Venezuela 3 | Mejor puesto Tabla Acumulada |

| Venezuela 1 | Campeón Copa Venezuela 2012                              |
| Venezuela 2 | Mejor puesto Tabla Acumulada                             |
| Venezuela 3 | Finalista de la Serie Pre-Sudamericana con mejor puntaje |
| Venezuela 4 | Finalista de la Serie Pre-Sudamericana                   |

## Equipos participantes

### Equipos porregión
| Región                   | N.º | Equipos                                                                          |
| ------------------------ | --- | -------------------------------------------------------------------------------- |
| Región Capital           | 4   | Atlético Venezuela, Caracas, Deportivo Petare, Real Esppor                       |
| Región Central           | 1   | Aragua                                                                           |
| Región Guayana           | 1   | Mineros de Guayana                                                               |
| Región de los Andes      | 5   | Atlético El Vigía, Deportivo Táchira, Estudiantes de Mérida, Trujillanos, Zamora |
| Región Centro Occidental | 4   | Deportivo Lara, Yaracuyanos, Llaneros, Portuguesa                                |
| Región Nor-Oriental      | 2   | Deportivo Anzoátegui, Monagas                                                    |
| Región Zuliana           | 1   | Zulia                                                                            |

### Relevos temporada anterior
| Club               | Ascendido como                        |
| ------------------ | ------------------------------------- |
| Atlético Venezuela | Campeón Segunda División A 2011-12    |
| Portuguesa         | Subcampeón Segunda División A 2011-12 |

| Club                | Descendido como              |
| ------------------- | ---------------------------- |
| Carabobo            | 17° Primera División 2011-12 |
| Tucanes de Amazonas | 18° Primera División 2011-12 |

### Información de los equipos
| Club                                        | Ciudad         | Entrenador          | Estadio                   | Temp. | Campeón  |
| ------------------------------------------- | -------------- | ------------------- | ------------------------- | ----- | -------- |
| Deportivo Lara                              | Cabudare       | Lenín Bastidas      | Metropolitano de Cabudare | 3     | 1 vez    |
| Aragua Fútbol Club                          | Maracay        | Carlos Maldonado    | Hermanos Ghersi           | 8     | —        |
| Atlético Venezuela Club de Fútbol           | Caracas        | José Hernández      | Brígido Iriarte           | 2     | —        |
| Caracas Fútbol Club                         | Caracas        | Ceferino Bencomo    | Olímpico de la UCV        | 29    | 11 veces |
| Club Deportivo Mineros de Guayana           | Ciudad Guayana | Richard Páez        | Cachamay                  | 31    | 1 vez    |
| Deportivo Anzoátegui Sport Club             | Puerto La Cruz | Juvencio Betancourt | José Antonio Anzoátegui   | 6     | —        |
| Deportivo Petare Fútbol Club                | Caracas        | Edson Rodríguez     | Olímpico de la UCV        | 50    | 5 veces  |
| Deportivo Táchira Fútbol Club               | San Cristóbal  | Daniel Farías       | Pueblo Nuevo              | 40    | 7 veces  |
| Estudiantes de Mérida Fútbol Club           | Mérida         | José de Jesús Vera  | Metropolitano de Mérida   | 41    | 2 veces  |
| Llaneros de Guanare Fútbol Club             | Guanare        | Rodrigo Piñón       | Rafael Calles Pinto       | 14    | —        |
| Monagas Sport Club                          | Maturín        | Saúl Maldonado      | Monumental de Maturín     | 19    | —        |
| Portuguesa Fútbol Club                      | Araure         | José Luis Dolgetta  | José Antonio Páez         | 28    | 5 veces  |
| Real Esppor Club                            | Caracas        | Charles López       | Brígido Iriarte           | 4     | —        |
| Trujillanos Fútbol Club                     | Valera         | Pedro Vera          | José Alberto Pérez        | 22    | —        |
| Fundación Atlético El Vigía Fútbol Club     | El Vigía       | Ramón Hernández     | Ramón Hernández           | 14    | —        |
| Yaracuyanos Fútbol Club                     | San Felipe     | Alí Cañas           | Florentino Oropeza        | 4     | —        |
| Zamora Fútbol Club                          | Barinas        | Noel Sanvicente     | Agustín Tovar             | 28    | —        |
| Zulia Fútbol Club                           | Maracaibo      | Alex García         | José Encarnación Romero   | 5     | —        |
| Datos actualizados el 6 de febrero de 2013. |                |                     |                           |       |          |

### Cambio de entrenadores

#### Pretemporada
| Equipo            | Entrenador saliente | Forma de salida | Fecha de salida    | Reemplazado por |
| ----------------- | ------------------- | --------------- | ------------------ | --------------- |
| Zamora            | Julio Quintero      | Despido         | 16 de mayo de 2012 | Noel Sanvicente |
| Atlético El Vigía | Rodín Duque         | Renuncia        | 17 de mayo de 2012 | Ramón Hernández |
| Yaracuyanos       | Saúl Maldonado      | Renuncia        | 2 de junio de 2012 | Alí Cañas       |

#### Apertura
| Equipo            | Entrenador saliente | Forma de salida | Fecha de salida         | Reemplazado por |
| ----------------- | ------------------- | --------------- | ----------------------- | --------------- |
| Portuguesa        | Jhonny Lucena       | Renuncia        | 2 de septiembre de 2012 | Carlos Núñez    |
| Deportivo Táchira | Manuel Contreras    | Despido         | 5 de noviembre de 2012  | Laureano Jaimes |

#### Clausura
| Equipo               | Entrenador saliente | Forma de salida | Fecha de salida         | Reemplazado por     |
| -------------------- | ------------------- | --------------- | ----------------------- | ------------------- |
| Mineros de Guayana   | Carlos Maldonado    | Renuncia        | 10 de diciembre de 2012 | Richard Páez        |
| Llaneros de Guanare  | Miguel Acosta Jr.   | Renuncia        | 10 de diciembre de 2012 | Rodrigo Piñón       |
| Deportivo Anzoátegui | Daniel Farías       | Renuncia        | 11 de diciembre de 2012 | Juvencio Betancourt |
| Deportivo Lara       | Eduardo Saragó      | Renuncia        | 12 de diciembre de 2012 | Lenín Bastidas      |
| Deportivo Táchira    | Laureano Jaimes     | Reemplazo       | 13 de diciembre de 2012 | Daniel Farías       |
| Deportivo Petare     | Manuel Plasencia    | Renuncia        | 13 de diciembre de 2012 | Miguel Acosta Jr.   |
| Monagas              | Eduardo Borrero     | Reemplazo       | 28 de diciembre de 2012 | Saúl Maldonado      |
| Aragua               | Raúl Cavalleri      | Renuncia        | 5 de febrero de 2013    | Modesto González    |
| Aragua               | Modesto González    | Reemplazo       | 14 de febrero de 2013   | Carlos Maldonado    |

## Clasificación de equipos
|                                           |     | Equipos de fútbol     | PJ | G  | E  | P  | GF | GC | Dif | Pts |
| ----------------------------------------- | --- | --------------------- | -- | -- | -- | -- | -- | -- | --- | --- |
|                                           | 1.  | Deportivo Anzoátegui  | 34 | 22 | 7  | 5  | 52 | 32 | 20  | 73  |
|                                           | 2.  | Caracas F. C.         | 34 | 19 | 11 | 4  | 48 | 25 | 23  | 68  |
|                                           | 3.  | Zamora F. C. (C)      | 34 | 19 | 9  | 6  | 57 | 26 | 31  | 66  |
|                                           | 4.  | Deportivo Lara        | 34 | 18 | 10 | 6  | 53 | 40 | 13  | 64  |
|                                           | 5.  | Trujillanos F. C.     | 34 | 16 | 9  | 9  | 47 | 31 | 16  | 57  |
|                                           | 6.  | Mineros de Guayana    | 34 | 16 | 8  | 10 | 48 | 40 | 8   | 56  |
|                                           | 7.  | Llaneros de Guanare   | 34 | 12 | 12 | 10 | 42 | 40 | 2   | 48  |
|                                           | 8.  | Atlético Venezuela    | 34 | 12 | 11 | 11 | 40 | 38 | 2   | 47  |
|                                           | 9.  | Deportivo Táchira     | 34 | 11 | 10 | 13 | 45 | 42 | 3   | 43  |
|                                           | 10. | Aragua F. C.          | 34 | 10 | 10 | 14 | 38 | 43 | -5  | 40  |
|                                           | 11. | Real Esppor           | 34 | 11 | 6  | 17 | 36 | 47 | -11 | 39  |
|                                           | 12. | Atlético El Vigía     | 34 | 10 | 8  | 16 | 31 | 50 | -19 | 38  |
|                                           | 13. | Zulia F. C.           | 34 | 8  | 12 | 14 | 37 | 42 | -5  | 36  |
|                                           | 14. | Yaracuyanos F. C.     | 34 | 10 | 6  | 18 | 31 | 39 | -8  | 36  |
|                                           | 15. | Deportivo Petare      | 34 | 9  | 9  | 16 | 31 | 47 | -16 | 36  |
|                                           | 16. | Estudiantes de Mérida | 34 | 6  | 13 | 15 | 32 | 44 | -12 | 31  |
|                                           | 17. | Portuguesa F. C. (D)  | 34 | 8  | 7  | 19 | 33 | 52 | -19 | 31  |
|                                           | 18. | Monagas S. C. (D)     | 34 | 7  | 6  | 21 | 32 | 55 | -23 | 27  |
| Datos actualizados al: 5 de mayo de 2013. |     |                       |    |    |    |    |    |    |     |     |

Pts = Puntos; PJ = Partidos jugados; G = Partidos ganados; E = Partidos empatados; P = Partidos perdidos; GF = Goles anotados; GC = Goles recibidos; Dif = Diferencia de goles
|  | Clasificado para la fase de grupos de la Copa Libertadores 2014 como Venezuela 1 y para la primera fase de la Copa Sudamericana 2013 como Venezuela 1 |
|  | Clasificado para la fase de grupos de la Copa Libertadores 2014 como Venezuela 2                                                                      |
|  | Clasificado para primera fase de la Copa Libertadores 2014 como Venezuela 3                                                                           |
|  | Clasificado para la primera fase de la Copa Sudamericana 2013 como Venezuela 2                                                                        |
|  | Clasificado para la Serie Pre-Sudamericana |
|  | Finalistas de la Serie Pre-Sudamericana y Clasificados para la primera fase de la Copa Sudamericana 2013 como Venezuela 3 y Venezuela 4               |
|  | En zona de descenso a la Segunda División 2013-14. |

| (C) Campeón Absoluto |
| (D) Descendido       |

## Final

### Ida
|    | POR | Álvaro Forero        |     |
|    | DEF | Edson Mendoza        | 85' |
|    | DEF | Jonnathan España     |     |
|    | DEF | Hugo Soto            |     |
|    | DEF | Luis Ovalle          |     |
|    | MED | Arles Flores         |     |
|    | MED | Luis Humberto Vargas |     |
|    | MED | Pedro Ramírez        | 75' |
|    | MED | Ynmer González       |     |
|    | DEL | Gabriel Torres       |     |
|    | DEL | Juan Falcón          | 81' |
| DT | DT  | Noel Sanvicente      |     |

|    | POR | Leonardo Morales    |     |
|    | DEF | Juan Fuenmayor      |     |
|    | DEF | Carlos Lopez        |     |
|    | DEF | Giacomo Di Giorgi   |     |
|    | DEF | Jonny Mirabal       |     |
|    | MED | José David Moreno   | 86' |
|    | MED | Evelio Hernández    |     |
|    | MED | Luis Sierra         |     |
|    | MED | Robert Hernández    |     |
|    | MED | Rolando Escobar     |     |
|    | DEL | Jeremías Caggiano   |     |
| DT | DT  | Juvencio Betancourt |     |

|  | MED | Darío Figueroa     | 75' |
|  | DEL | Justín Arboleda    | 81' |
|  | MED | John Jairo Murillo | 85' |

|  | MED | Manuel Cuarez | 87' |
|  | DEL | Jaime Moreno  | 84' |

|  | 91' | Darío Figueroa |

|  | 82' | Rolando Escobar |

|  | 14' | Luis Humberto Vargas |
|  | 66' | Gabriel Torres       |

|  | 11' | Jonny Mirabal    |
|  | 13' | Evelio Hernández |
|  | 71' | Carlos Lopez     |
|  | 76' | Juan Fuenmayor   |

|  |

|  |

| Árbitro             | Marlon Escalante  |
| Árbitros asistentes | Luis Sánchez      |
| Árbitros asistentes | Luis Murillo      |
| Cuarto árbitro      | Gustavo Maldonado |

|    | POR | Álvaro Forero        |     |
|    | DEF | Edson Mendoza        | 85' |
|    | DEF | Jonnathan España     |     |
|    | DEF | Hugo Soto            |     |
|    | DEF | Luis Ovalle          |     |
|    | MED | Arles Flores         |     |
|    | MED | Luis Humberto Vargas |     |
|    | MED | Pedro Ramírez        | 75' |
|    | MED | Ynmer González       |     |
|    | DEL | Gabriel Torres       |     |
|    | DEL | Juan Falcón          | 81' |
| DT | DT  | Noel Sanvicente      |     |

|    | POR | Leonardo Morales    |     |
|    | DEF | Juan Fuenmayor      |     |
|    | DEF | Carlos Lopez        |     |
|    | DEF | Giacomo Di Giorgi   |     |
|    | DEF | Jonny Mirabal       |     |
|    | MED | José David Moreno   | 86' |
|    | MED | Evelio Hernández    |     |
|    | MED | Luis Sierra         |     |
|    | MED | Robert Hernández    |     |
|    | MED | Rolando Escobar     |     |
|    | DEL | Jeremías Caggiano   |     |
| DT | DT  | Juvencio Betancourt |     |

|  | MED | Darío Figueroa     | 75' |
|  | DEL | Justín Arboleda    | 81' |
|  | MED | John Jairo Murillo | 85' |

|  | MED | Manuel Cuarez | 87' |
|  | DEL | Jaime Moreno  | 84' |

|  | 91' | Darío Figueroa |

|  | 82' | Rolando Escobar |

|  | 14' | Luis Humberto Vargas |
|  | 66' | Gabriel Torres       |

|  | 11' | Jonny Mirabal    |
|  | 13' | Evelio Hernández |
|  | 71' | Carlos Lopez     |
|  | 76' | Juan Fuenmayor   |

|  |

|  |

| Árbitro             | Marlon Escalante  |
| Árbitros asistentes | Luis Sánchez      |
| Árbitros asistentes | Luis Murillo      |
| Cuarto árbitro      | Gustavo Maldonado |

### Vuelta
|    | POR | Leonardo Morales    |  |
|    | DEF | Jonny Mirabal       |  |
|    | DEF | Giacomo Di Giorgi   |  |
|    | DEF | Juan Fuenmayor      |  |
|    | MED | Jolvis Granados     |  |
|    | MED | Miguel Cuárez       |  |
|    | MED | Luis Sierra         |  |
|    | MED | Rolando Escobar     |  |
|    | MED | Robert Hernández    |  |
|    | DEL | José David Moreno   |  |
|    | DEL | Jeremías Caggiano   |  |
| DT | DT  | Juvencio Betancourt |  |

|    | POR | Álvaro Forero        |     |
|    | DEF | Luis Ovalle          |     |
|    | DEF | Jonnathan España     |     |
|    | DEF | Hugo Soto            |     |
|    | DEF | Oscar Noriega        |     |
|    | MED | Luis Humberto Vargas |     |
|    | MED | Arles Flores         |     |
|    | MED | Pedro Ramírez        | 57' |
|    | MED | Ynmer González       |     |
|    | DEL | Gabriel Torres       | 82' |
|    | DEL | Juan Falcón          | 64' |
| DT | DT  | Noel Sanvicente      |     |

|  |  |  | 33' |
|  |  |  | 68' |
|  |  |  | 80' |

|  | DEF | Edson Mendoza   | 57' |  |
|  | DEL | Justín Arboleda | 64' |  |
|  | MED | Darío Figueroa  | 82' |  |

|  | 53' | Giacomo Di Giorgi |

|  | 14' | Gabriel Torres |
|  | 23' | Juan Falcón    |

|  |

|  |

| Árbitro             | José Argote (Zulia)     |
| Árbitros asistentes | Jorge Urrego (Valencia) |
| Árbitros asistentes | Carlos López            |
| Cuarto árbitro      | Alejandro Ramírez       |

|    | POR | Leonardo Morales    |  |
|    | DEF | Jonny Mirabal       |  |
|    | DEF | Giacomo Di Giorgi   |  |
|    | DEF | Juan Fuenmayor      |  |
|    | MED | Jolvis Granados     |  |
|    | MED | Miguel Cuárez       |  |
|    | MED | Luis Sierra         |  |
|    | MED | Rolando Escobar     |  |
|    | MED | Robert Hernández    |  |
|    | DEL | José David Moreno   |  |
|    | DEL | Jeremías Caggiano   |  |
| DT | DT  | Juvencio Betancourt |  |

|    | POR | Álvaro Forero        |     |
|    | DEF | Luis Ovalle          |     |
|    | DEF | Jonnathan España     |     |
|    | DEF | Hugo Soto            |     |
|    | DEF | Oscar Noriega        |     |
|    | MED | Luis Humberto Vargas |     |
|    | MED | Arles Flores         |     |
|    | MED | Pedro Ramírez        | 57' |
|    | MED | Ynmer González       |     |
|    | DEL | Gabriel Torres       | 82' |
|    | DEL | Juan Falcón          | 64' |
| DT | DT  | Noel Sanvicente      |     |

|  |  |  | 33' |
|  |  |  | 68' |
|  |  |  | 80' |

|  | DEF | Edson Mendoza   | 57' |  |
|  | DEL | Justín Arboleda | 64' |  |
|  | MED | Darío Figueroa  | 82' |  |

|  | 53' | Giacomo Di Giorgi |

|  | 14' | Gabriel Torres |
|  | 23' | Juan Falcón    |

|  |

|  |

| Árbitro             | José Argote (Zulia)     |
| Árbitros asistentes | Jorge Urrego (Valencia) |
| Árbitros asistentes | Carlos López            |
| Cuarto árbitro      | Alejandro Ramírez       |

Zamora Fútbol Club

Campeón

## Serie Pre-Sudamericana
La Serie Pre-Sudamericana se jugará a mediados de mayo, donde ocho clubes jugarán por dos cupos a la Copa Sudamericana 2013.
|  | Cuartos de final    | Cuartos de final  | Cuartos de final   |   |                    | Semifinales     | Semifinales     | Semifinales     |  |  | Final                                    | Final                                    | Final                                    |
|  | 19 y 22 de mayo     | 19 y 22 de mayo   | 19 y 22 de mayo    |   |                    | 26 y 29 de mayo | 26 y 29 de mayo | 26 y 29 de mayo |  |  | Clasificados a la Copa Sudamericana 2013 | Clasificados a la Copa Sudamericana 2013 | Clasificados a la Copa Sudamericana 2013 |
|  |                     |                   |                    |   |                    |                 |                 |                 |  |  |                                          |                                          |                                          |
|  | Trujillanos (p)     | 1                 | 1 (7)              |   |                    |                 |                 |                 |  |  |                                          |                                          |                                          |
|  | Atlético El Vigía   | 1                 | 1 (6)              |   |                    |                 |                 |                 |  |  |                                          |                                          |                                          |
|  | Atlético El Vigía   | 1                 | 1 (6)              |   | Trujillanos        | 1               | 0               |                 |  |  |                                          |                                          |                                          |
|  |                     |                   |                    |   | Trujillanos        | 1               | 0               |                 |  |  |                                          |                                          |                                          |
|  |                     | Deportivo Táchira | 1                  | 0 |                    |                 |                 |                 |  |  |                                          |                                          |                                          |
|  | Atlético Venezuela  | Deportivo Táchira | 1                  | 0 | 2                  | 0               |                 |                 |  |  |                                          |                                          |                                          |
|  | Atlético Venezuela  |                   |                    |   | 2                  | 0               |                 |                 |  |  |                                          |                                          |                                          |
|  | Deportivo Táchira   | 3                 | 0                  |   |                    |                 |                 |                 |  |  |                                          |                                          |                                          |
|  |                     |                   |                    |   |                    |                 |                 |                 |  |  | Trujillanos                              |                                          |                                          |
|  |                     |                   | Mineros de Guayana |   |                    |                 |                 |                 |  |  |                                          |                                          |                                          |
|  | Mineros de Guayana  | 2                 | 2                  |   |                    |                 |                 |                 |  |  |                                          |                                          |                                          |
|  | Real Esppor         | 0                 | 1                  |   |                    |                 |                 |                 |  |  |                                          |                                          |                                          |
|  | Real Esppor         | 0                 | 1                  |   | Mineros de Guayana | 1               | 2               |                 |  |  |                                          |                                          |                                          |
|  |                     |                   |                    |   | Mineros de Guayana | 1               | 2               |                 |  |  |                                          |                                          |                                          |
|  |                     | Aragua            | 0                  | 2 |                    |                 |                 |                 |  |  |                                          |                                          |                                          |
|  | Llaneros de Guanare | Aragua            | 0                  | 2 | 0                  | 2               |                 |                 |  |  |                                          |                                          |                                          |
|  | Llaneros de Guanare |                   |                    |   | 0                  | 2               |                 |                 |  |  |                                          |                                          |                                          |
|  | Aragua              | 3                 | 2                  |   |                    |                 |                 |                 |  |  |                                          |                                          |                                          |

### Primera fase
| 19 de mayo de 2013, 15:30 | Atlético El Vigía     | 1:1 (1:1) | Trujillanos      | Estadio Ramón Hernández, El Vigía                                        |                                                                          |
|                           | Óscar González 45'+1' | Reporte   | César Alzate 15' | Asistencia: 2.961 espectadores Árbitro(s): Jesus Valenzuela (Portuguesa) | Asistencia: 2.961 espectadores Árbitro(s): Jesus Valenzuela (Portuguesa) |

| 22 de mayo de 2013, 19:00 | Trujillanos | 1:1(0:1) (7:6 p.) | Atlético El Vigía | Estadio José Alberto Pérez, Valera                                       |                                                                          |
|                           | César Alzate 69' | [http://www.federacionvenezolanadefutbol.org/ve/index.php/noticias-portada/219-resultados-serie-pre-sudamericana-1-fase-vuelta (enlace roto disponible en Internet Archive; véase el historial, la primera versión y la última). Reporte] | Harrison Contreras 40' | Asistencia: 475 espectadores Árbitro(s): Mayker Gómez (Distrito Capital) | Asistencia: 475 espectadores Árbitro(s): Mayker Gómez (Distrito Capital) |
|                           | | Tiros desde el punto penal | |                                                                          |                                                                          |
|                           | César Alzate · Framber Villegas · José Manríquez · Ángel Faría · Edwin Ávila · Maiker González · Edixon Cuevas · Luis Rojas | | Marcos Ribeiro · Wislintos Rentería · Joe Contreras · Alveiro Aislant · Mario Ramírez · Luis Rivas · Óscar González · Edgar Mendoza |                                                                          |                                                                          |

| 19 de mayo de 2013, 17:00 | Deportivo Táchira                                              | 3:2 (1:1) | Atlético Venezuela                  | Polideportivo de Pueblo Nuevo, San Cristóbal                       |                                                                    |
|                           | José Miguel Reyes 17' · César González 51' · Charlys Ortiz 80' | Reporte   | Diego Valdez 45' · Diego Menghi 62' | Asistencia: 3.825 espectadores Árbitro(s): Rafael Guarín (Barinas) | Asistencia: 3.825 espectadores Árbitro(s): Rafael Guarín (Barinas) |

| 22 de mayo de 2013, 15:30 | Atlético Venezuela | 0:0     | Deportivo Táchira | Estadio Brígido Iriarte, Caracas                                  |                                                                   |
|                           |                    | Reporte |                   | Asistencia: 1.256 espectadores Árbitro(s): José Marquina (Mérida) | Asistencia: 1.256 espectadores Árbitro(s): José Marquina (Mérida) |

| 19 de mayo de 2013, 15:00 | Real Esppor | 0:2 (0:1) | Mineros de Guayana                           | Estadio Brígido Iriarte, Caracas                                |                                                                 |
|                           |             | Reporte   | Jhon Chancellor 34' · Ricardo David Páez 47' | Asistencia: 298 espectadores Árbitro(s): Héctor Rojas (Monagas) | Asistencia: 298 espectadores Árbitro(s): Héctor Rojas (Monagas) |

| 22 de mayo de 2013, 19:00 | Mineros de Guayana                       | 2:1 (1:0) | Real Esppor           | Estadio Cachamay, Puerto Ordaz                                    |                                                                   |
|                           | José Alí Meza 38' · Alejandro Guerra 66' | Reporte   | Javier Guarino 90'+2' | Asistencia: 3.259 espectadores Árbitro(s): Rafael López (Cojedes) | Asistencia: 3.259 espectadores Árbitro(s): Rafael López (Cojedes) |

| 19 de mayo de 2013, 18:00 | Aragua                                                            | 3:0 (1:0) | Llaneros de Guanare | Estadio Hermanos Ghersi, Maracay                               |                                                                |
|                           | Franco Fasciana 42' · Alexander Rondón 65' · Javier Villafraz 77' | Reporte   |                     | Asistencia: 1.588 espectadores Árbitro(s): José Argote (Zulia) | Asistencia: 1.588 espectadores Árbitro(s): José Argote (Zulia) |

| 22 de mayo de 2013, 16:00 | Llaneros de Guanare                         | 2:2 (1:1) | Aragua                                       | Estadio Rafael Calles Pinto, Guanare                               |                                                                    |
|                           | Héctor González 33'(p) · Leandro Vargas 59' | Reporte   | Alexander Rondón 6' · Leonardo Zarosa 66'(p) | Asistencia: 900 espectadores Árbitro(s): Alexis Herrera (Carabobo) | Asistencia: 900 espectadores Árbitro(s): Alexis Herrera (Carabobo) |

### Segunda fase
| 26 de mayo de 2013, 17:00 | Deportivo Táchira | 1:1 (1:1) | Trujillanos      | Polideportivo de Pueblo Nuevo, San Cristóbal |                                    |
|                           | Gelmin Rivas 14'  |           | César Alzate 38' | Árbitro(s): Héctor Rojas (Monagas)           | Árbitro(s): Héctor Rojas (Monagas) |

| 29 de mayo de 2013, 19:00 | Trujillanos | 0:0 | Deportivo Táchira | Estadio José Alberto Pérez, Valera |  |
|                           |             |     |                   | Árbitro(s): Edson Suárez (Lara)    |  |

| 26 de mayo de 2013, 18:00 | Aragua | 0:1 (0:1) | Mineros de Guayana | Estadio Hermanos Ghersi, Maracay                                           |                                                                            |
|                           |        |           | Richard Blanco 45' | Asistencia: 2.358 espectadores Árbitro(s): Mayker Gómez (Distrito Capital) | Asistencia: 2.358 espectadores Árbitro(s): Mayker Gómez (Distrito Capital) |

| 29 de mayo de 2013, 19:30 | Mineros de Guayana          | 2:2 (0:0) | Aragua                                        | Estadio Cachamay, Puerto Ordaz            |                                           |
|                           | Ricardo David Páez 53', 75' | Reporte   | Luciano Nieto 48' · Jhon Chancellor 54' (a.g) | Árbitro(s): Jesús Valenzuela (Portuguesa) | Árbitro(s): Jesús Valenzuela (Portuguesa) |

## Goleadores
| Jugador               | Equipo               | Goles |
| --------------------- | -------------------- | ----- |
| Gabriel Torres        | Zamora               | 20    |
| Juan Falcón           | Zamora               | 17    |
| Fernando Aristeguieta | Caracas              | 14    |
| Zamir Valoyes         | Deportivo Lara       | 13    |
| Norman Cabrera        | Atlético El Vigía    | 12    |
| Richard Blanco        | Mineros de Guayana   | 12    |
| Javier Guarino        | Real Esppor          | 11    |
| Alexander Rondón      | Aragua               | 10    |
| Rolando Escobar       | Deportivo Anzoátegui | 10    |
| Gelmin Rivas          | Deportivo Anzoátegui | 10    |